# 陶珪
陶珪（？年—？年），字廷獻，湖廣黃岡縣（今湖北省黃岡市）人。明朝政治人物，嘉靖丙戌進士。

## 生平
嘉靖元年（1522年）壬午科湖廣鄉試舉人，五年（1526年）丙戌科進士。初授浙江平湖知縣，歷戶部員外郎，督臨清鈔關。嘉靖二十二年（1543年）任廣西桂林府知府。累官山西按察使。入祀黃岡鄉賢祠。

## 著作
著有《雪堂集》。